# Palazzo De Sangro di Vietri

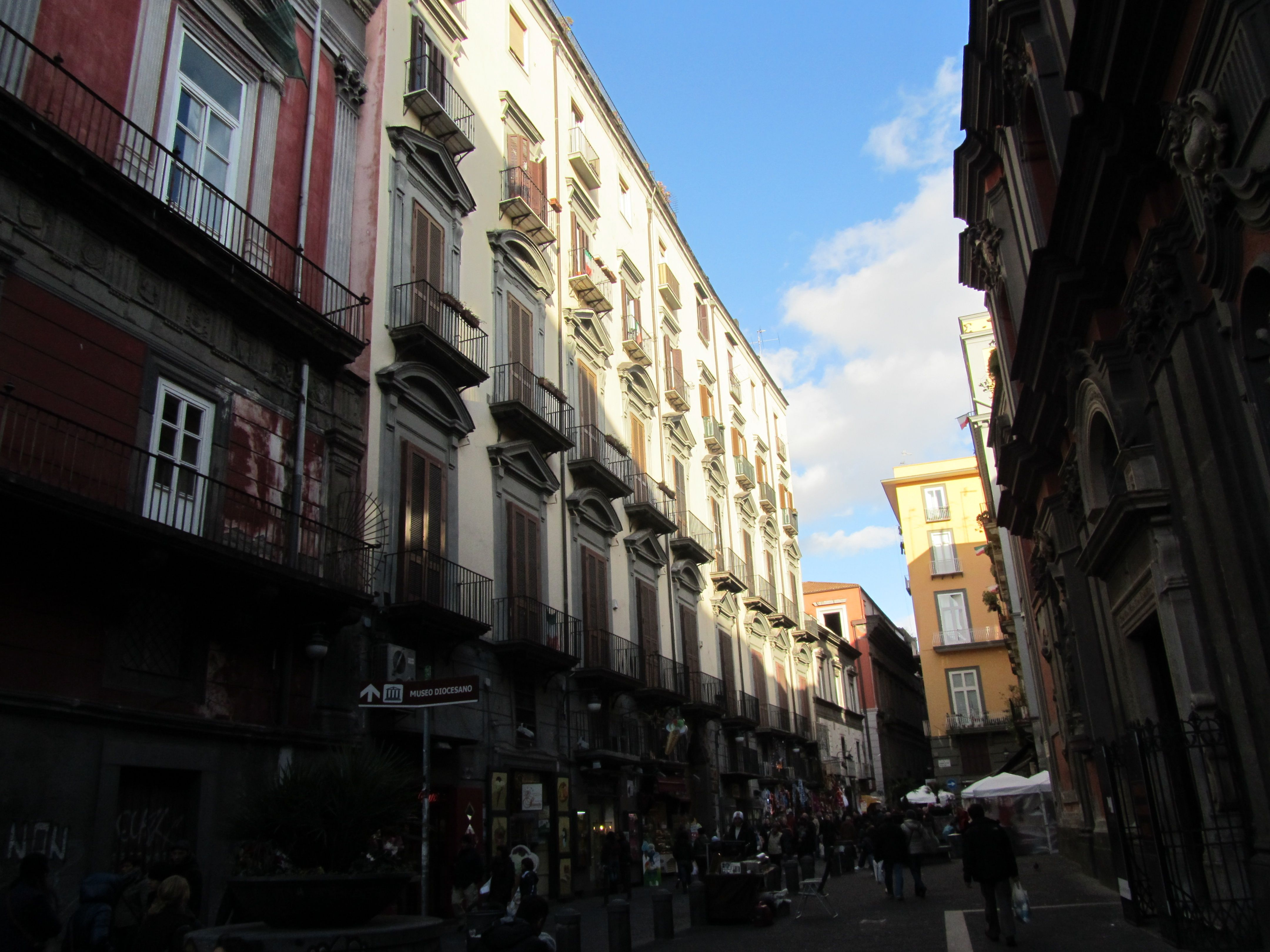
Palazzo De Sangro di Vietri in Neapel

Der Palazzo De Sangro di Vietri ist ein Palast aus dem 16. Jahrhundert im Viertel Pendino in Neapel in der italienischen Region Kampanien. Er liegt an der Piazzetta Nilo, 7.

## Geschichte
Im Jahre 1506 ließen Giovanni de Sangro, Herzog von Vietri, und seine Gattin, Andreanna Dentice, den Palast errichten.
Das Gebäude erstreckte sich über die gesamte Ecke zwischen dem Palazzo di Sangro und dem Anwesen Pignatelli. Der Palast wurde aufgeteilt, als 1740 der Herzog von Corigliano den Teil an der Piazza San Domenico Maggiore kaufte und die Gebrüder Nicola, Placido und Domenico de Sangro, Herren von San Lucido und Prinzen von Fondi, den Teil an der Piazzetta Nilo. 1764 wurde der Palast unter Leitung des Neapolitaners Luca Vecchione renoviert.

## Beschreibung
Das Anwesen zeigt eine ziemlich lange Fassade mit Portal aus Piperno und Bossenwerk, die einen gemischten Bogen einschließen; die Fenster haben wechselnde Tympana. Das Atrium kennzeichnet das Fresko eines Wappens der Herzöge von Vietri und im Innenhof befinden sich ein Brunnen und eine Kapelle. Verschiedene Räume im ersten Obergeschoss sind mit Fresken und Zierelementen aus verschiedenen Epochen geschmückt.